# Francesca Moriggi
Francesca Moriggi (ur. 1938 w Brignano Gera d’Adda, zm. 29 września 2002 tamże) – włoska aktorka,  występowała w roli Batistiny w filmie „Drzewo na saboty”.
Zmarła 29 września 2002, a pochowana została 1 października tegoż roku.